# Juryj Cyhałka
Juryj Cyhałka (biał. Юры Цыгалка; ur. 27 maja 1983 roku w Mińsku) – białoruski piłkarz grający na pozycji bramkarza, reprezentant Białorusi.

## Kariera klubowa
| Sezon     | Klub                  | Kraj       | Rozgrywki        | Mecze | Bramki |
| --------- | --------------------- | ---------- | ---------------- | ----- | ------ |
| 2000      | Dynama-Juni Mińsk     | Białoruś   | Pierszaja liha   | 10    | 0      |
| 2001 (w)  | Dynama-Juni Mińsk     | Białoruś   | Pierszaja liha   | 6     | 0      |
| 2001 (j)  | Dynama Mińsk          | Białoruś   | Wyszejszaja liha | 8     | 0      |
| 2002      | Dynama Mińsk          | Białoruś   | Wyszejszaja liha | 18    | 0      |
| 2003      | Dynama Mińsk          | Białoruś   | Wyszejszaja liha | 21    | 0      |
| 2004      | Dynama Mińsk          | Białoruś   | Wyszejszaja liha | 10    | 0      |
| 2005 (w)  | Dynama Mińsk          | Białoruś   | Wyszejszaja liha | 4     | 0      |
| 2005 (j)  | Wostok Öskemen        | Kazachstan | Superliga        | 8     | 0      |
| 2006      | Dynama Brześć         | Białoruś   | Wyszejszaja liha | 19    | 0      |
| 2007      | Dynama Brześć         | Białoruś   | Wyszejszaja liha | 8     | 0      |
| 2007/2008 | Chimia Râmnicu Vâlcea | Rumunia    | Liga II          | 0     | 0      |
| 2008/2009 | Pandurii Târgu Jiu    | Rumunia    | Liga I           | 0     | 0      |
| 2009      | Wostok Öskemen        | Kazachstan | Priemjer-Liga    | 10    | 0      |
| 2010      | Szachcior Soligorsk   | Białoruś   | Wyszejszaja liha | 24    | 0      |
| 2011      | Szachcior Soligorsk   | Białoruś   | Wyszejszaja liha | 28    | 0      |
| 2012      | Szachcior Soligorsk   | Białoruś   | Wyszejszaja liha | 28    | 0      |